# Pierre Aguiton
Pour les articles homonymes, voir Aguiton.
 (mai 2019).
Si vous disposez d'ouvrages ou d'articles de référence ou si vous connaissez des sites web de qualité traitant du thème abordé ici, merci de compléter l'article en donnant les références utiles à sa vérifiabilité et en les liant à la section « Notes et références ».
Pierre Aguiton, né le 31 décembre 1926 à Sourdeval (Manche) et mort le 2 juillet 2004 aux Cresnays (Manche), est un homme politique français.

## Biographie
Né dans une famille de commerçants, il suit des études à la Faculté de droit de l'université de Caen, et obtient un Diplôme d'études supérieures d'économie politique, une Licence en droit, puis passe le Certificat d'aptitude à la profession d'avocat.
Nommé juge suppléant à Rouen, il est nommé substitut du procureur de la République à Douai, puis au Havre. Il devient ensuite vice-président du tribunal de grande instance de Bobigny, avant d'entrer à la cour d'appel de Paris comme conseiller puis président de chambre. En 1988, il est nommé magistrat honoraire.
En parallèle, il s'engage politiquement dans la Manche, en intégrant le conseil général de la Manche à partir de 1967, le conseil régional à partir de 1974 et comme maire de Brécey de 1977 à 1989.
Il fréquente les milieux politiques parisiens en 1973, quand il devient chef de cabinet du secrétaire d'État au Tourisme, chargé de mission auprès du ministre des Finances puis du ministre de l'Industrie l'année suivante, et conseiller juridique du ministre de l'Intérieur entre 1974 et 1978.
Dans les années 1980, il s'impose comme l'une des figures de la droite bas-normande, élu vice-président du conseil régional de Basse-Normandie (1985-2004), et président du conseil général de la Manche durant une décennie (1988-1998) à la suite de Léon Jozeau-Marigné. Il s'occupe notamment du développement culturel en participant au développement de l'Orchestre régional, du Centre polyphonique régional, du Fonds régional d'art contemporain et du Centre régional de culture ethnologique et technique (CRéCET) de Basse-Normandie. La Manche lui doit aussi la création du Centre des arts du cirque de la Brèche à Cherbourg-Octeville.
Il meurt d'un cancer, peu après la défaite de la droite aux régionales de 2004.
Il est le père de Lise Aguiton-Moro et de Christophe Aguiton, syndicaliste et altermondialiste français.

## Mandats
Conseiller général de la Manche
- 1967-1998

Président du conseil général de la Manche
- 1988-1998

Conseiller régional de Basse-Normandie
- 1974-2004

Vice-président du Conseil régional de Basse-Normandie,
- 1985-2004

Maire de Brécey
- 1977-1989

## Honneurs
- Officier de la Légion d'honneur[Quand ?]
- Chevalier de l'ordre national du Mérite
- Croix de la Valeur militaire
- Commandeur de l'ordre des Palmes académiques
- Chevalier de l'ordre du Mérite agricole
- Officier de l'ordre des Arts et des Lettres (1995)[3]
- Médaille de la jeunesse, des sports et de l'engagement associatif, or
- Médaille d'honneur régionale, départementale et communale, vermeil